# Yevgueni Lanseré
Yevgueni Yevguénievich Lanseré (en ruso: Евге́ний Евге́ньевич Лансере́), también conocido como Eugene Lanceray (23 de agosto de 1875 – 13 de septiembre de 1946), fue un artista gráfico, pintor, escultor, mosaiquista e ilustrador, asociado estilísticamente al movimiento Mir iskusstva (mundo del arte).

## Época de juventud y educación
Lanceray nació en Pávlovsk, un suburbio de San Petersburgo (Rusia). Provenía de una familia artística de renombre. Su padre, Yevgueni Aleksándrovich Lanseré, fue escultor.  Su abuelo Nicolas Benois y su tío Leon Benois, fueron arquitectos exitosos. Otro tío, Alexandre Benois, fue un respetado artista, crítico de arte, historiador y conservador de patrimonio. Su bisabuelo fue, el compositor ruso, nacido en Venecia Catterino Cavos. Sus hermanos también heredaron esta tradición artística. Su hermana, Zinaída Serebriakova, fue pintora, mientras que su hermano Nikolái fue arquitecto. Su prima, Nadezhda Benois, de casada Nadezhda Ustínova, fue la madre de Peter Ustinov.
Lanceray tomó sus primeras lecciones en la Escuela de Dibujo de la Sociedad Imperial de Fomento de las Artes en San Petersburgo de 1892 a 1896. de la mano de Jan Ciągliński y Ernst Friedrich von Liphart. Tras esto viajó a París, donde continuó sus estudios en la Académie Colarossi entre 1896 y 1899.

## Carrera antes de la revolución
Tras volver a Rusia, Lanceray se unió a Mir iskusstva, un movimiento artístico ruso inspirado en una revista de arte del mismo nombre fundada en 1899 en San Petersburgo. Otros miembros importantes de Mir iskusstva, incluyendo a su tío Alexandre Benois, fueron Konstantín Sómov, Walter Nouvel, Léon Bakst, y Dmitri Filosófov.
Como otros miembros de Mir iskusstva, quedó fascinando con el "sparkling dust" del arte Rococó, y a menudo admiraba el arte e historia de Rusia del siglo XVIII para obtener inspiración.

## Vida después de la revolución
Lanceray fue el único miembro destacado de Mir iskusstva que se quedó en Rusia durante la Revolución de 1917. Incluso su hermana encontraba la revolución como algo ajeno a su arte y en 1924 huyó a París.
Lanceray dejó San Petersburgo en 1917, y pasó tres años viviendo en Daguestán, donde él fue influenciado por temas orientales. Su interés se incrementó durante sus viajes a Japón y a Ankara en Turquía.  En 1920, él se trasladó a Tiflis, en Georgia. Durante su estancia en Georgia, él dio una conferencia en la Academia Estatal de Arte de Tiflis (1922–1934) e ilustró las novelas caucásicas de León Tolstói.
Lanceray dejó Georgia en 1934, asentándose en Moscú, donde se ocupó en la decoración de la Estación de Kazán–Passazhírskaya y el Hotel Moskvá de Moscú. Durante este periodo, Lanceray también trabajó como diseñador teatral.  Tres años antes de su muerte fue condecorado con el Premio Estatal de la Unión Soviética. Murió en Moscú a los 71 años de edad.